# Oxyhaloa conia
Oxyhaloa conia är en kackerlacksart som beskrevs av Rehn, J. A. G. 1931. Oxyhaloa conia ingår i släktet Oxyhaloa och familjen jättekackerlackor.
Artens utbredningsområde är Uganda. Inga underarter finns listade i Catalogue of Life.